# Grotniki (Grande-Pologne)
Pour les articles homonymes, voir Grotniki.
Grotniki (prononciation : [ɡrɔtˈniki]) est un village polonais de la gmina de Włoszakowice dans le powiat de Leszno de la voïvodie de Grande-Pologne dans le centre-ouest de la Pologne.
Il se situe à environ 2 kilomètres au nord de Włoszakowice (siège de la gmina), à 19 kilomètres au nord-ouest de Leszno (siège du powiat) et à 63 kilomètres au sud-ouest de Poznań (capitale régionale).
Le village possédait une population de 563 habitants en 2009.

## Histoire
De 1975 à 1998, le village faisait partie du territoire de la voïvodie de Leszno.

Depuis 1999, Grotniki est situé dans la voïvodie de Grande-Pologne.